# 12 апостолов Ирландии

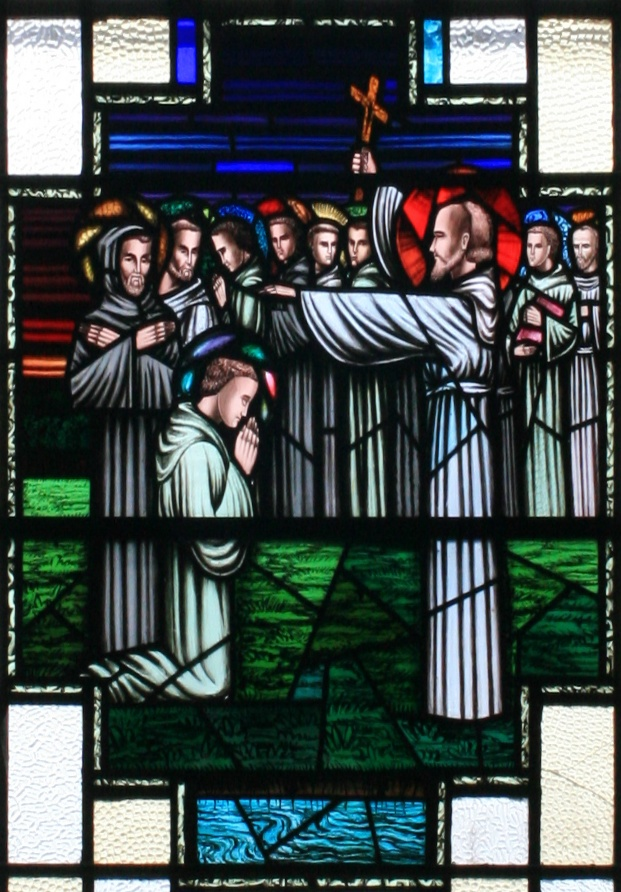
Святой Финиан благословляет Двенадцать апостолов Ирландии. Деталь витража церкви Св. Финиана в Клонарде

Двенадцать Апостолов Ирландии (также известны как двенадцать Апостолов Эрина, ирл. Dha Aspal Deag nа hEireann) — двенадцать ирландских монахов, причисленных к лику святых, живших в VI веке; ученики святого Финниана Клонардского. Школа аббатства Клонард, расположенного на реке Бойн в современном графстве Мит, была одной из главных монастырских школ в ранней христианской Ирландии — так, в житии Святого Финиана утверждалось, что в ней обучалось 3000 учеников одновременно.

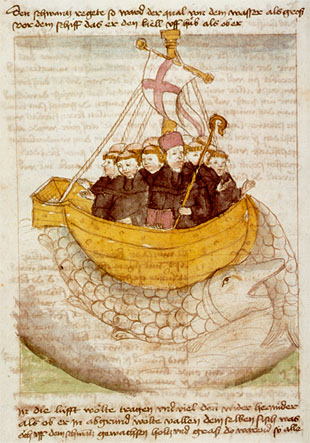
Святой Брендан Клонфертский на корабле

Двенадцать святых упомянуты вместе в тексте XVII века «Da apstol decc nа hErenn» («Двенадцать Апостолов Ирландии», на современном ирландском языке «Dha Aspal Deag на hEireann»). По легенде, когда «двенадцать апостолов Ирландии» собираются на пир в доме Святого Финиана, им является видение волшебного цветка из Земли обетованной (ирл. Tir Tairngire, см. Тир на Ног). Один из них должен отправиться в волшебную страну, и жребий выпадает старому Брендану из Бирра, но вместо него в опасное путешествие вызывается его младший тёзка, Брендан из Клонферта. Дальнейшие события описаны в «Путешествии Святого Брендана-Мореплавателя».

«Двенадцать апостолов Ирландии»:
- Святой Киеран[англ.] из Сайгира
- Киаран Клонмакнойсский
- Брендан Биррский
- Святой Брендан из Клонферта
- Святой Колумба[англ.] из Терригласса
- Святой Колумба
- Святой Моби[англ.]
- Святой Руадайн[англ.]
- Святой Сенан
- Святой Ниннид
- Молэз Девенишский[англ.]
- Святой Канис[англ.]